# Luvua
De Luvua (ook Luova of Luowa) is een rivier in Afrika van 350 km lang, die ontstaat door de uitstroom van het Mwerumeer, stroomt door de provincies Tanganyika, Haut-Lomami en Haut-Katanga, en tussen Manono en Kabalo uitmondt in de Lualaba. Het is dus, evenals de Lukuga, een zijrivier van de Lualaba, de grootste zijrivier van Afrika.
In feite is de Luvua de voortzetting van de Luapula, die een gedeelte van de grens tussen Congo en Zambia aangeeft.